# Ogni volta/Sono un ragazzo
Ogni volta/Sono un ragazzo è un singolo di Roby Ferrante, pubblicato in Italia su vinile a 45 giri dalla ARC nel 1965. 

## Il disco
Il brano sul lato A è la versione di Roby Ferrante del brano musicale Ogni volta, di cui era autore della musica, presentato al Festival di Sanremo 1964 dal cantautore in abbinamento con Paul Anka.
Il retro, Sono un ragazzo, è anche questo scritto da Ferrante con Carlo Rossi.
Il singolo non ebbe grandi risultati di vendita, al contrario di quello di Paul Anka.

## Tracce

### Lato A
1. Ogni volta (Festival di Sanremo 1964) – 2:16 (testo: Carlo Rossi – musica: Robifer)

### Lato B
1. Sono un ragazzo – 2:44 (testo: Carlo Rossi – musica: Robifer)